# کارناوال بریز
کارناوال بریز (به انگلیسی: Carnival Breeze) یک کشتی است که طول آن ۳۰۵٫۶۰ متر (۱٬۰۰۲٫۶ فوت) می‌باشد. این کشتی در سال ۲۰۱۲ ساخته شد.